# Splitski salon
Splitski salon najveća je i najstarija splitska likovna manifestacija koja od 1969. godine i u različitom ritmu i formatu traje do danas. U posljednjih petnaestak godina afirmirala se je kao bijenalna izložba hrvatske suvremene umjetnosti.
Izložbu Salona godinama je organiziralo Udruženje likovnih umjetnika Hrvatske (ULUH) a zatim splitski ogranak Hrvatskog društva likovnih umjetnika (HDLU, prethodno ULUH) u Umjetničkom salonu što se nalazio u sklopu barokne palače Cindro (Krešimirova 3). Taj dio društva s vremenom se osamostalio pod imenom Hrvatska udruga likovna umjetnika-Split koji je održavao Splitski salon sve do danas. Uz Krešimirovu ulicu, za potrebe izlaganja često su bili korišteni Salon Galić te prostor Fotokluba Split, oboje u Marmontovoj ulici. Danas se centralna izložba Salona redovito priređuje u Dioklecijanovim podrumima, uz popratne sadržaje na raznim drugim lokacijama, poput splitskog „Akvarija“ ili pak Multimedijalno-kulturnog centra (MKC). 

## Povijest Splitskog salona

### Sedamdesete
Prvih deset godina Splitski salon se održavao isključivo u Umjetničkom salonu Palače Cindro
u Krešimirovoj ulici. Na izložbama se oformila jezgra familijarnih umjetničkih imena poput
Botterija, Budeše ili Skračića, dok su promjene stilova i sastava izlagača bile rijetke i
minorne. Postavom su u početnom razdoblju dominirale slike, uz poneka kiparska ostvarenja,
da bi tek 1973. na izložbu bila uvedena disciplina fotografije.
Kao suvremen likovni izričaj na prvim splitskim salonima prepoznat je onaj što se ogledao u
radovima reducirane figuracije, odnosno apstraktnog oblikovanja, kako u slikarstvu tako i u
kiparstvu. Iznimke su se javljale u vidu kompozicija s nadrealističkim elementima umjetnika
poput Jakelića, no sve umjetnike povezivala je u njihovim djelima dočarana mediteranska
atmosfera; tendencija koja je prvi puta prekinuta tek krajem sedamdesetih u ostvarenjima
mlađeg naraštaja.
Sastav izlagača u početku nije se bitnije mijenjao, uz iznimku sudionika na revijalnoj
zagrebačkoj izložbi drugog Salona, odnosno gostovanja pobratimskih mostarskih umjetnika
na petom Splitskom salonu. Tek su izložbe izbornice Nevenke Bezić Božanić ponudile
pojačanu generacijsku raznolikost, uključivši skupinu mlađih umjetnika koji su čak uspjeli
doprinijeti transformaciji stilova starijih kolega poput Skračića. 
Pozivanjem na Salon Mačukatina, Sikirice i Despota 1976. godine omogućena je realna
komparacija likovnih kretanja sredina Splita i Zagreba, da bi se godinu kasnije, vjerojatno
pobuđena financijskim nesigurnostima, po prvi put preispitala anualna priroda manifestacije.
Nakon godine stanke i retrospektive Ljubomira Bašića, održana je deseta izložba Splitskog
salona u čast Mediteranskih igara koja nije uspjela opravdati očekivanja, prvenstveno
zahvaljujući zauzetosti umjetnika vlastitim solo izložbama na kojima su bila predstavljena
njihova relevantna djela.
Iako je Splitski salon nastao kao odgovor cehovskim izložbama, čini se kako je tijekom
godina ipak počeo posustajati i kliziti natrag prema revijalnom tonu likovnih priredbi. Takav
dojam bio je potenciran velikim brojem istih sudionika na izložbama, a ponekad i
uniformnošću stilova.

### Osamdesete
Osamdesete, odnosno već kraj sedamdesetih godina, donijele su pojavu tada mlade, netom
diplomirane generacije umjetnika poput Kovačića, Hraste ili Monas Plejić koji su se odmah
istaknuli. U Splitu je tada bila dominantna već afirmirana skupina „konceptualista“ kojoj su
pripadali Gorki Žuvela (soft core) i Božo Jelenić (hard core), a ponekad i Momčilo Golub.
Peristilovci su već bili nestali, što doslovno kao Dulčić, što figurativno. Uz skupinu starijih
slikara i kipara poput Kaštelančića, Krstulovića, Bodulića, Duhovića, Ružić, te ondašnje
srednje generacije koju su odlikovala nadrealistička svojstva u izrazu (Bavčević, Stipica,
Jakelić, Lipovac, Trebotić, Pavić) i uz vehementni i do paroksizma dovedeni nadrealizam
Skračića te Kezićev enformel, splitski saloni tih godina upoznali su splitsku likovnu sredinu s
najmlađim naraštajem umjetnika (posebice navedenim trojcem Kovačić, Hraste i Monas
Plejić) te im omogućili pojačano izlaganje na samostalnim izložbama i kasniju snažnu
afirmaciju.
Kako je vrijeme prolazilo, tako su izložbe Splitskog salona s vremenom poprimile odlike
monotonosti. Novonastalu situaciju – koja je bila simptom relativne zaštićenosti ustaljenih
izlagača koji su na manifestaciji nastupali prvih desetak godina i osjećaja komfora što je pruža
svaka mala sredina, pa tako i splitski likovni krug – nastojalo se 1980. godine prebroditi pozivanjem (uz one splitske što su činili bazu izložbe) umjetnika iz Dubrovnika, Zagreba i
Zadra. Također, te godine postroženi su kriteriji odabira radova.
Slična praksa nastavljena je sljedećih par godina, kada je na dvanaestom Salonu uvedena još
rigoroznija selekcija umjetničkih djela. Godinu kasnije, privremena odsutnost nešto starijih
umjetnika poput Kaštelančića, Lipovca, Pavića, Trebotića i sličnih nagovijestila je neminovne
mijene u sastavu sudionika izložbe. Tada su izlagali umjetnici „na pragu zrelosti“ poput
Hraste ili Monas Plejić i nastavljena je afirmacija onih koji su se pojavili krajem sedamdesetih
poput Ćurina i Žuvele.
Godina 1983. označila je u okviru manifestacije prve impulse organiziranja koncepcijski
složenijih izložbi, praksu koja se nastavila do samog kraja devedesetih godina, uz iznimku
1986., 1987. i 1990. godine. Najzaslužniji za to bili su izbornici poput Belamarića i Srhoja
koji su anticipirali način na koji će rast kustoske autonomije oblikovati Salon do posljednjeg
izdanja. Jednu od rijetkih iznimaka u tom novopostavljenom pravilu predstavlja
antiklimaktični kraj prijelaza na devedesete godine, kada je izbor radova dvadeset prvog
Salona iz 1990. vraćen u horizontalne okvire, čemu je prvenstveno kumovala prezauzetost
izbornika Maroevića i Srhoja.
Dvadeset prvim Splitskim salonom zaključeno je veliko poglavlje manifestacije koja je,
manje ili više uspješno, podigla likovni život u Splitu na višu razinu. Grad je dobio značajnu
izložbu koja je kvalitativno bila iznad revijalnih izložbi što su dotada održavane. Istina,
pojedini Saloni koncepcijski su graničili sa smotrama što su nalikovale tipično socijalističkim
„folklornim“ manifestacijama koje su se ogledale u masovnosti izlagača i šarolikosti radova
za koje nije postojao jasan kriterij sudjelovanja, no primjetno je da se vremenom Salon
odmakao od takvog standarda, prvenstveno zahvaljujući eksperimentiranju izbornika s
formatom izložbe.

### Devedesete
Period ranih devedesetih u Hrvatskoj donio je podužu stanku tijekom koje se na splitskoj
likovnoj mapi izgubio događaj Salona. Domovinski rat ostavio je traga na djelatnostima
raznolikih provenijencija, pa tako i na kulturnoj. Materijalna i duševna devastacija, [[ratno
profiterstvo]] i zlouporabljena privatizacija te posljedično osiromašenje populacije definirali su
ovaj vremenski period.
Trebalo je neko vrijeme da se stvari počnu kretati na bolje. U međuvremenu oporavka Splitski
salon zamijenjen je Sakralnim salonom, koji je „nadoknađivao“ sve ono što je bivši
socijalistički režim gušio i zatomljivao. Na sceni se razmahala „novootkrivena sakralnost“1,
koja je bila iskorištena kao sredstvo prepoznavanja i pripadnosti u novom državno-političkom
i društvenom poretku.
U likovnosti takav svjetonazor se ogledao u uplašenom i tvrdoglavom povratku isključivo
tradicionalnoj umjetnosti i gaženju svakog kontinuiteta koji je do tada bio postignut.
Strukovne udruge inzistirale su da u Splitu izlažu samo splitski umjetnici. Manifestacije poput
Art ljeta, koja se u Splitu uspješno održavala kasnih osamdesetih godina, u potpunosti su
nestale s vidika.
Jedino umjetničko udruženje koje je onodobno proklamiralo odmak od tradicionalističkog
umjetničkog izraza kipa i slike, odnosno nositelja „vedutističke ispraznosti“ bili su
umjetnici okupljeni oko Adria Art Annalea, no njihovi pokušaji propali su ubrzo kao rezultat
međusobnih neslaganja i organizacijske neučinkovitosti.
Splitski umjetnici bili su primorani izlagati na manjem broju preostalih skupnih izložaba koje
su bile relikti salonskih ili bijenalnih manifestacija, a kvalitetnih gostujućih izložbi bilo je vrlo
malo. Niti Galerija umjetnina nije se iskazala u ono vrijeme, otvorivši svoja vrata rijetkim
umjetnicima.
Takvo stanje prekinutog kontinuiteta, koje podsjeća na ona povremena stanja stagnacije u
razdoblju prije ustanovljenja Splitskog salona, potrajalo je do 1996. godine. 

### 21. stoljeće
Novo desetljeće splitske likovnosti otvoreno je retrospektivnom izložbom Splitskog salona,
održanom u prosincu 2000. godine, koja je kompilirala reprezentativne radove
splitskih umjetnika od početka manifestacije do 1990. godine, kada je zamrznuto njeno
djelovanje. Predgovor izložbi pisao je Duško Kečkemet i u njemu donio pregled najvažnijih
događanja i izlagača vezanih uz spomenuto razdoblje, preskočivši interval od 1996. do 2000.
godine.
Želja organizatora bila je da umjetnici na izložbi izlažu one radove kojima su se predstavljali
na nekima od prethodnih izdanja Salona, no to ipak nije bilo moguće u svim slučajevima
stoga su neki umjetnici za ovu priliku napravili potpuno nova umjetnička djela.
Izložba je održana u revijalnom tonu i okupila je umjetnike koji su dug niz godina izlagali na
splitskim salonima: Josip Botteri Dini, Jakov Budeša, Nikša Čvorović Trogiranin, Zlatan Dumanić, Nikola Džaja, Marko Gugić, Kažimir Hraste, Petar Jakelić, Božidar Jelenić, Ante Kaštelančić, Jurica Kezić, Miroslav Klarić, Ivan Joko Knežević, Kuzma Kovačić, Andrija Krstulović, Ivan Krstulović, Ante Mandarić, Željko Marović, Aleksandar Midžor, Matko Mijić, Alieta Monas Plejić, Mirko Ostoja, Mateo Perasović, Velebit Restović, Jadranko Runjić, Vojka Ružić, Nikola Skokandić, Mile Skračić, Dalibor Stošić, Ante Svarčić, Slobodan Tomić, Pero Vranković, Nikola Vučemilović, Petar Zrinski i Gorki Žuvela.
Očigledno, izložba je uspjela okupiti umjetnike različitih stvaralačkih habitusa i generacijske
pripadnosti, što je omogućilo izbjegavanje anemičnosti što često dolazi uz ovakav panoramski
pregled (bez obzira na svečani karakter retrospektive). Istodobno, predstavljeni su za Splitski
salon relevantni umjetnici koji su obilježili mnoga izdanja manifestacije na kojima su
nastupili kao izlagači, na što se Kečkemet osvrnuo u popratnom katalogu. Posebna važnost
dana je izlagačima uvodna dva Salona koji su prvi potvrdili opravdanost njegova
ustanovljenja, zatim drugoj (1971. – 1980.) i naposljetku najmlađoj generaciji umjetnika
Salona. Spomenuti su nastupi svih umjetnika, zajedno s interpretacijom njihovih umjetničkih
strategija. Navodimo par takvih, slučajno odabranih primjera. „Miroslav Klarić je na Salonu
1968. izložio jednu konceptualističku obilkovanu razglednicu, ali je nadalje eksperimentirao
oblicima i materijalima… Željko Marović se predstavio na Salonu 1986. među mlađim
izlagačima dvjema nefigurativnim kompozicijama kombinirane tehnike, a zatim i na
posljednjem 1990. sličnim motivom.
U kontekstu razmišljanja o Splitskom salonu, iako se ova izložba ne smatra službenim
izdanjem manifestacije, ona je jedna je od posljednjih što su imale revijalan karakter,
ustupivši mjesto sadržajno i koncepcijski složenijim izložbama gdje, više no ikad prije,
glavnu riječ vode izabrani kustosi. 
To se mijenja 2015. godine 39. izdanjem ove manifestacije naslova "Peikazi podjeljenosti / Representations of split" koja je predstavljala jednokratni povratak revijalnosti salona zbog potrebe za inventurom Splitske likovne scene.

### 39. splitski salon
Tema 39. splitskog salona Prikazi podijeljenosti / Representations of Split, obilježena je povezanošću Splita i podijeljenosti kao jedne od dominantnih svojstava sredine; ironično, riječ split u engleskom jeziku označava podijeljenost. Umjetnicima je omogućeno pristupanje izložbi kroz nekoliko različitih punktova koji problematiziraju taj fenomen na različitim razinama.
39. Splitski salon zamišljen je kao platforma na kojoj se sagledava heterogenost suvremenosti u domeni lokalnog umjetničkog izraza. Formatirana je članstvom u Hrvatskoj udruzi likovnih umjetnika Split te aktivnim sudionicima splitskog umjetničkog života i pojedincima koji u njemu ostavljaju neizbrisiv trag. Ovo je zapravo prvi put da se na Salonu iskazuje neposredna želja za što većom participacijom umjetnika pa je poziv upućen svim članovima Udruge. Na ovakvoj platformi posjetitelji izložbe mogli su donekle stvoriti sliku o prirodi i sastavu splitske umjetničke scene ako ona uopće postoji (i ako je ona uopće saglediva) u koherentnom obliku, a njena neizvjesna fizionomija donijela je zanimljive i neočekivane rezultate.